# Notre-Dame (Les Andelys)

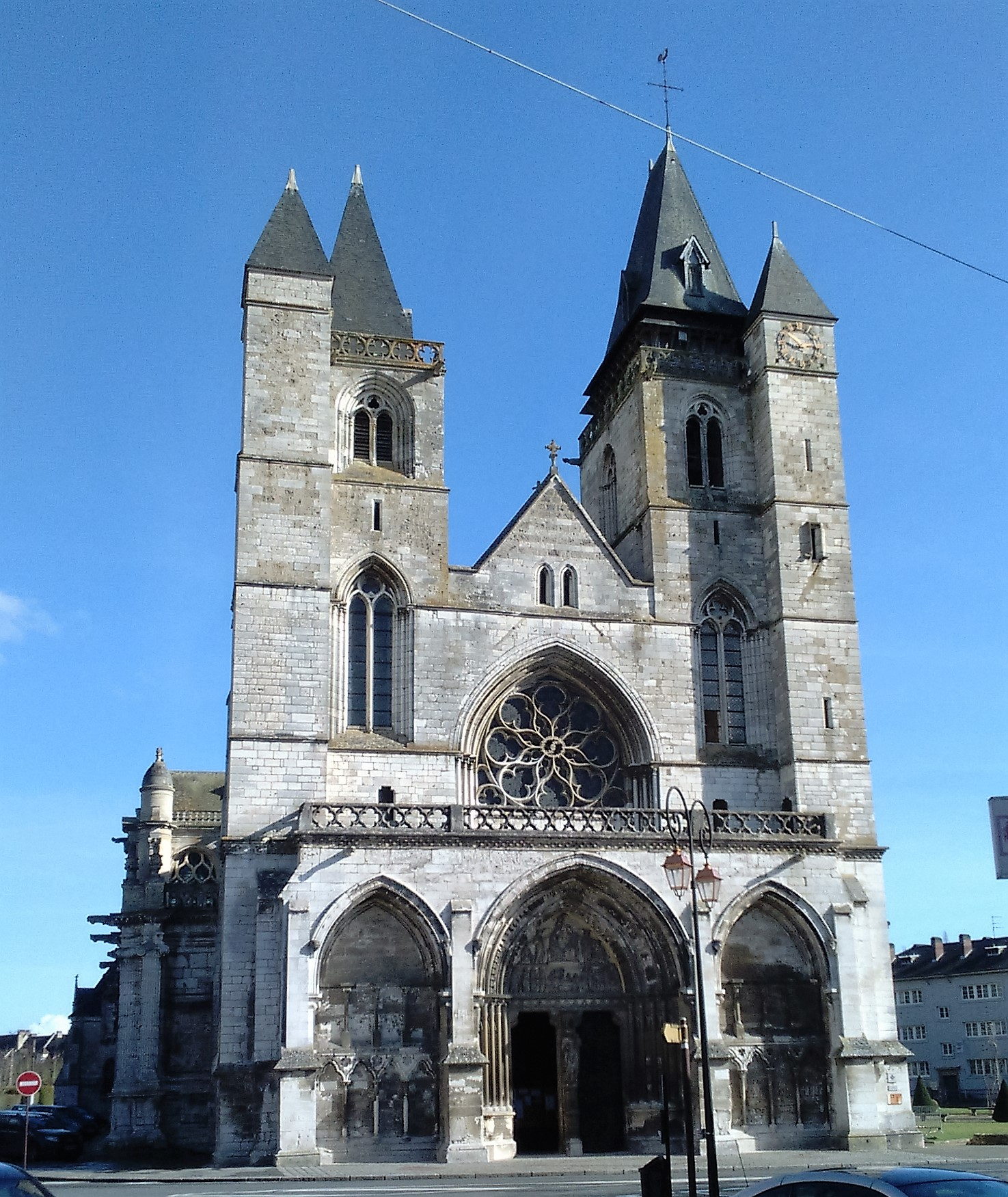
Stiftskirche Notre Dame in Les Andelys

Die römisch-katholische Kirche Notre-Dame ist eine ehemalige Stiftskirche, die in der französischen Gemeinde Les Andelys im Département Eure und der Diözese Évreux in der Region Normandie steht. Die Kirche ist durch die Liste von 1840 als Monument historique klassifiziert.

## Geschichte und Architektur
Die Kirche wurde 1225 auf den Ruinen eines Frauenklosters errichtet, das im Jahr 511 von der heiligen Clotilde, der Ehefrau Chlodwigs I., gegründet worden war, und ist die älteste nachgewiesene Klostergründung in der Haute Normandie.
Die Bau- und Ausstattungsarbeiten wurden bis zum Ende des 17. Jahrhunderts fortgesetzt, und 1860 wurden vom Diözesanarchitekten Alphonse Durand umfangreiche Restaurierungsarbeiten durchgeführt.
Die geräumige Kirche hat einen Chor mit quadratischem Grundriss, also mit nicht polygonalem Ostschluss. Die Fassade stammt aus dem 13. Jahrhundert und wurde im 19. Jahrhundert teilweise restauriert. Die beiden flankierenden Türme enthalten die drei Glocken.
Das Südportal ist im Stil der Flamboyantgotik des 15. und 16. Jahrhunderts gestaltet. Das Nordportal wurde zur Zeit von König Heinrich II. (1547–1559) im Renaissancestil errichtet.
Die Kirche besaß einen Vierungsturm mit Turmspitze, die während des Zweiten Weltkriegs zerstört wurde. Die Abmessungen der Stiftskirche betragen 70 m in der Länge, 24 m in der Breite am Querschiff und 21 m unter dem Gewölbe.

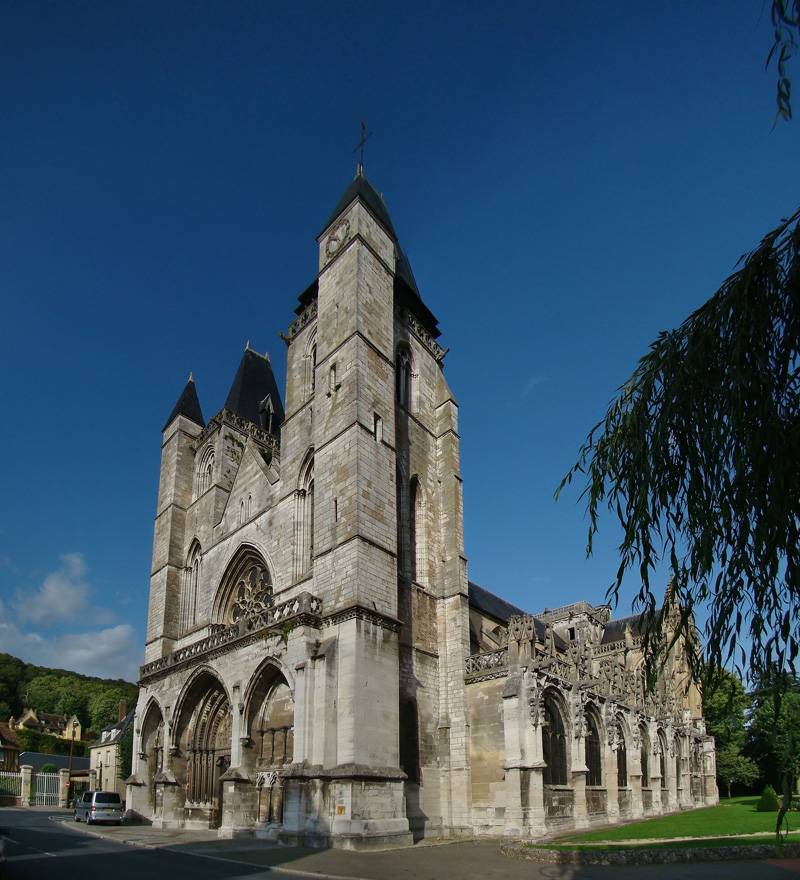
Westfassade
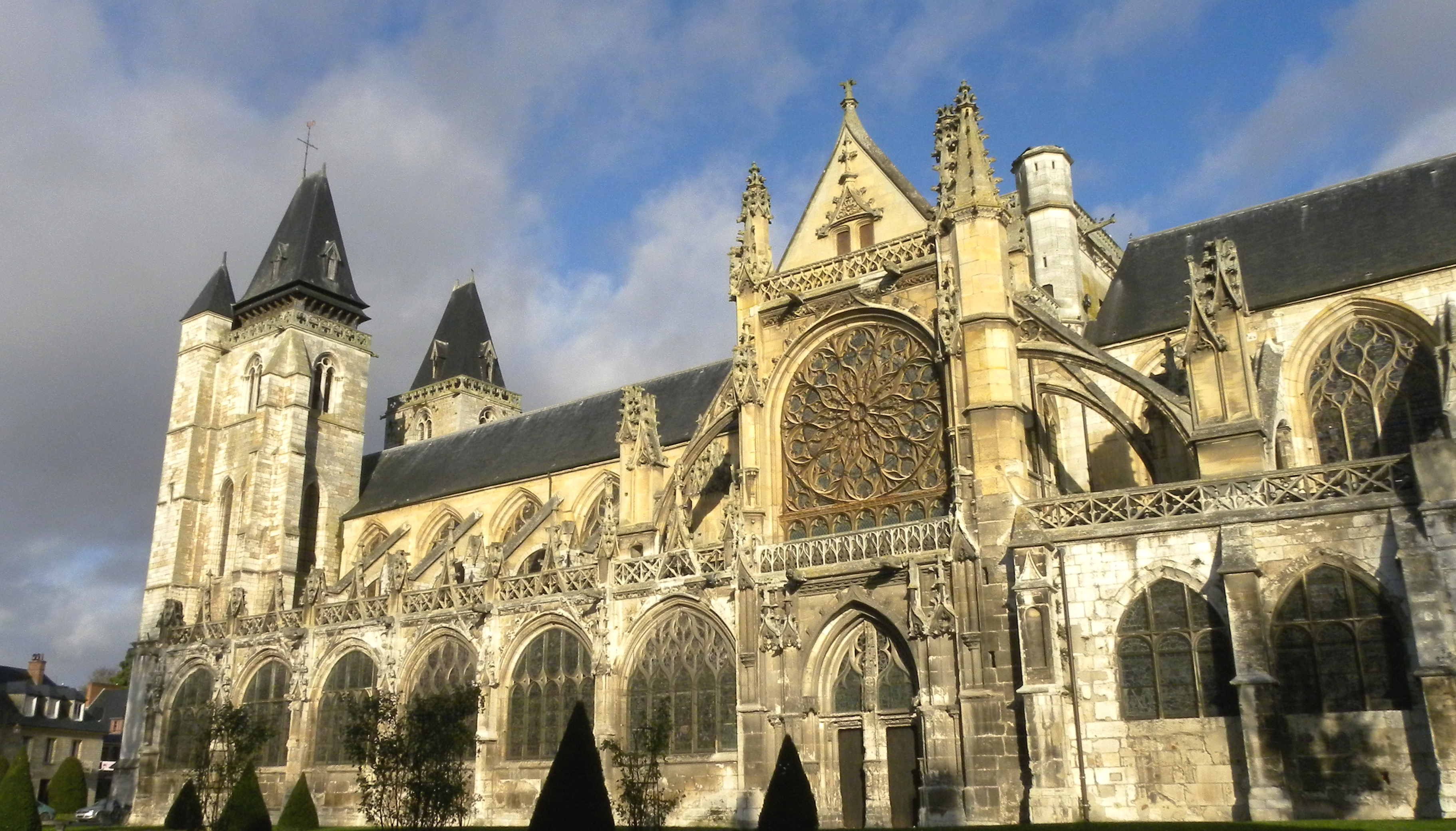
Ansicht der Südseite
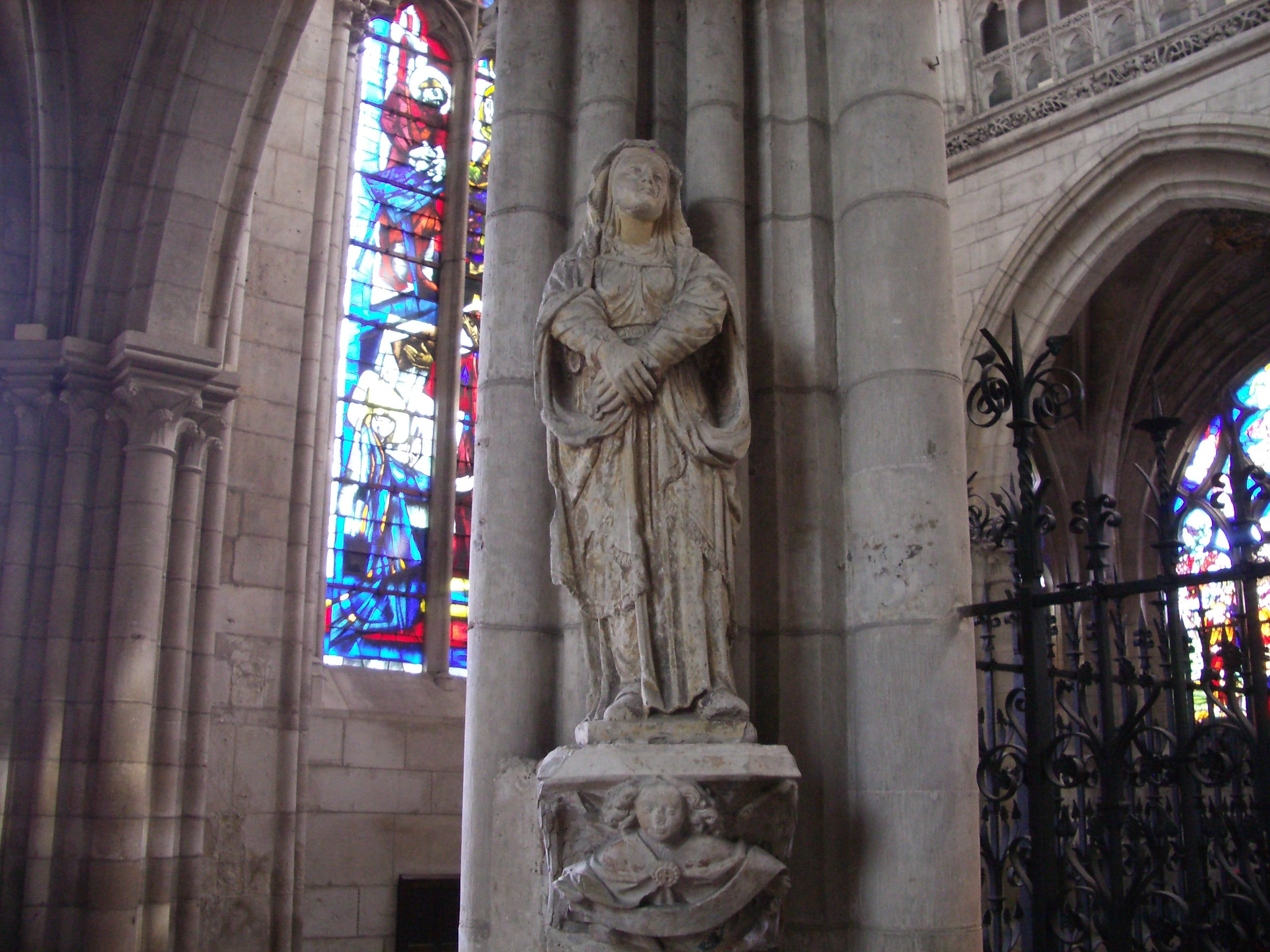
Innenansicht (Detail)
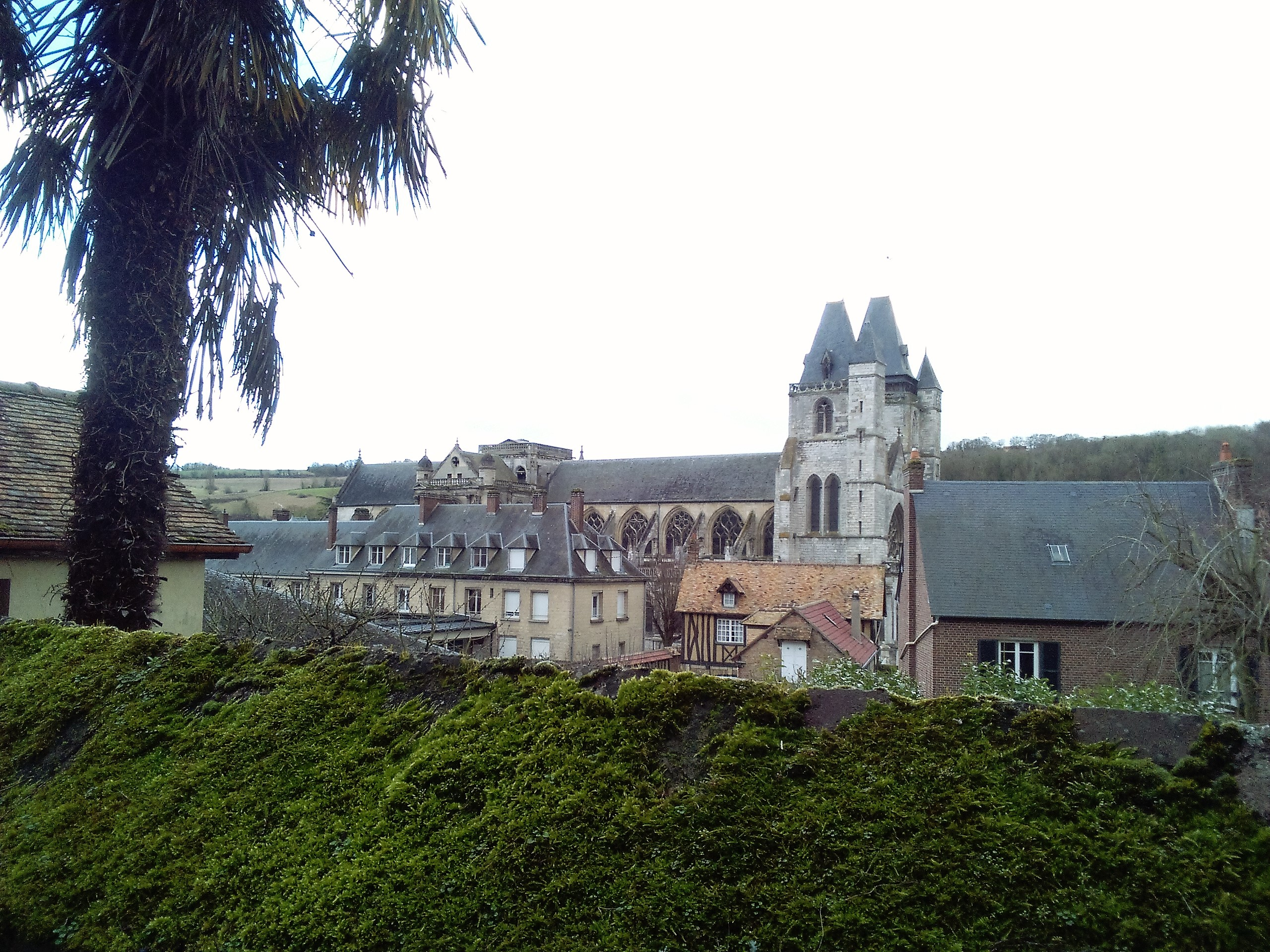
Blick vom Boulevard du chapitre aus: der Standort des früheren Vierungsturms ist zu erkennen.

## Ausstattung

### Glasmalereien
Die Glasmalereien wurden größtenteils von Glasbläsermeistern aus dem 15. Jahrhundert ausgeführt. Die Glasfenster im südlichen Seitenschiff sind auf 1540 und die im oberen Teil des Kirchenschiffs auf 1560 datiert.
Romain Buron ist einer der Schöpfer dieser Glasmalereien. Arnoult von Nijmegen (1475–1540) ist der flämische Schöpfer des heiligen Sebastian, Johannes des Täufers, der Jungfrau Maria und des heiligen Johannes des Evangelisten.
Das Glasgemälde über das Leben der heiligen Clotilde wurde um 1540–1550 von Alexandre La Vache, Seigneur de Radeval, und Marguerite Hallé d’Orgeville, seiner Frau, gestiftet. Seine Restaurierung und Ergänzungen stammen von Édouard Didron (1866).

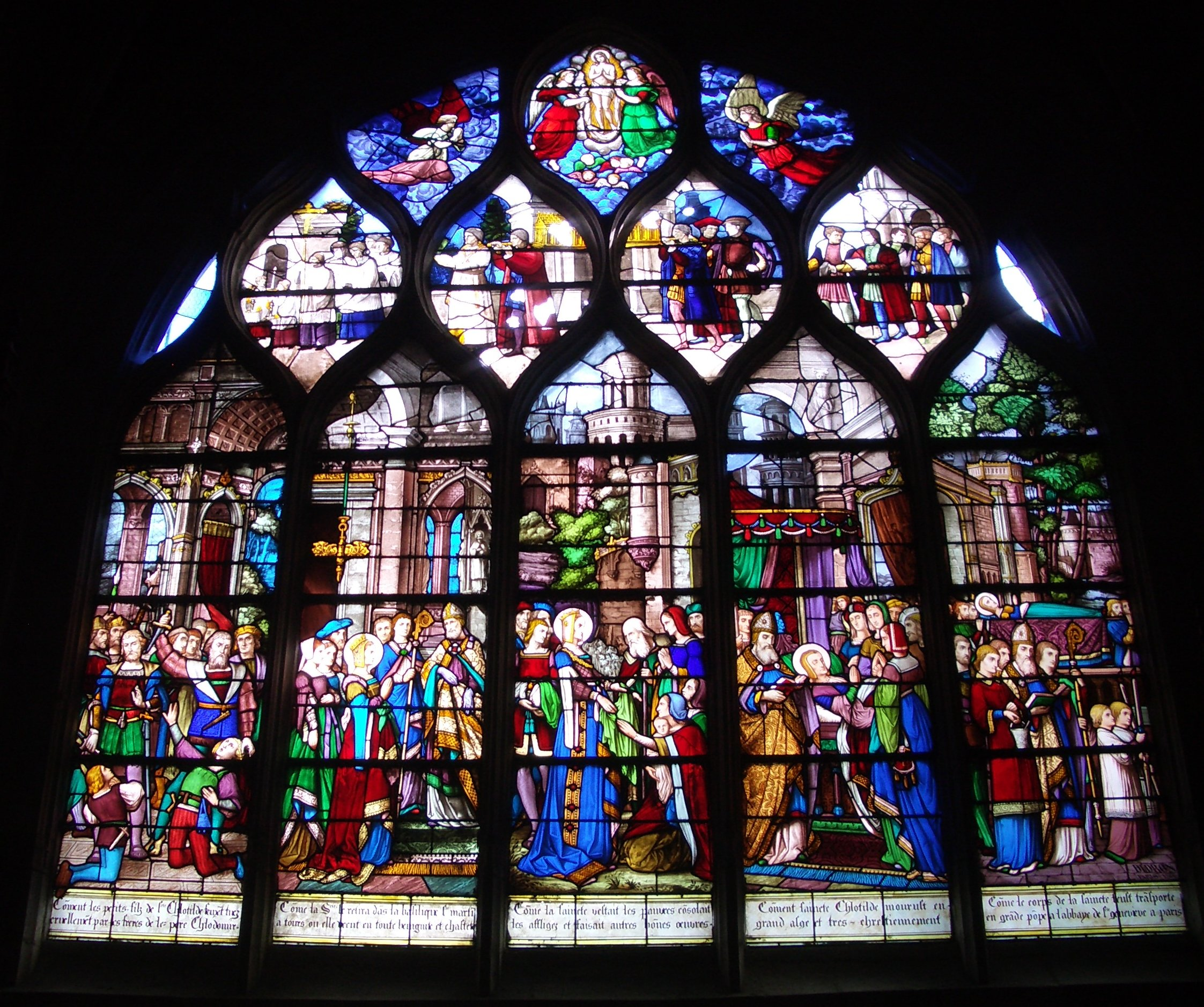
Leben der heiligen Clotilde – Glasmalerei (16. Jahrhundert), restauriert von Édouard Didron (1866).
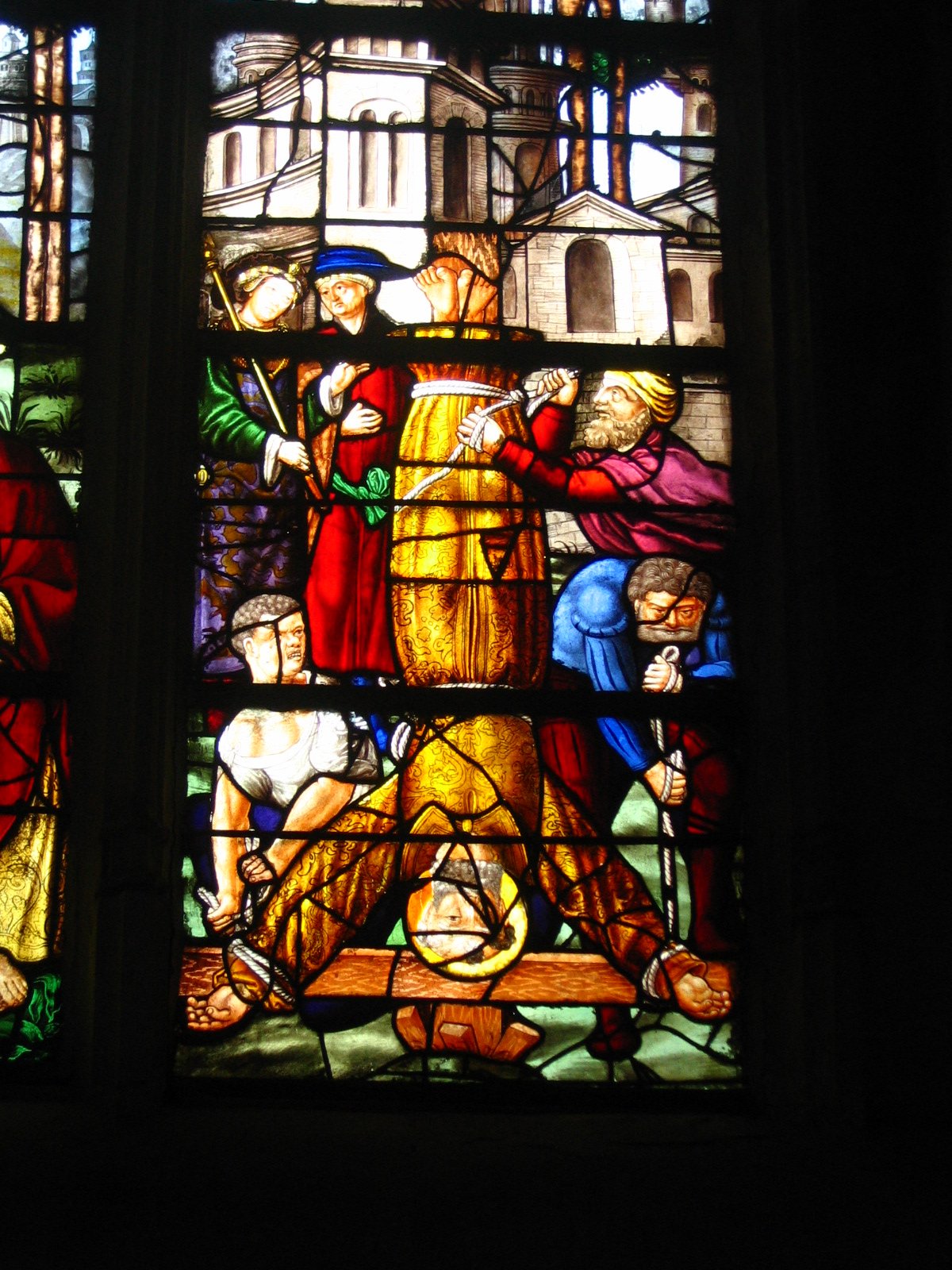
Die Kreuzigung Petri – Glasmalerei (16. Jahrhundert)
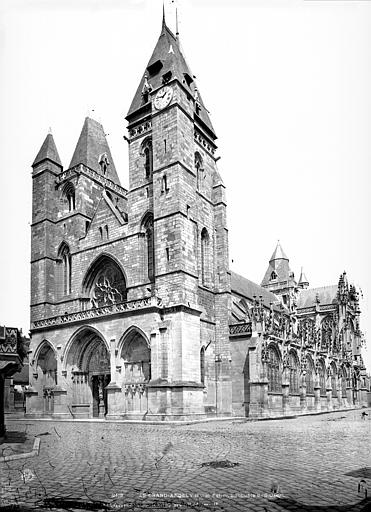
Historische Ansicht vor der Zerstörung

Die Restaurierungsarbeiten an den Kunstwerken wurden Édouard Didron und den Werkstätten Duhamel Marette anvertraut.
Der Glasmaler Pierre Gaudin (1908–1973) war ebenfalls an der Restaurierung der Glasmalereien beteiligt und ist der Schöpfer von zwei Werken, insbesondere des großen Chorfensters.
Unter den Glasfenstern der Nordseite befindet sich ein skulptierter Fries, der Szenen aus dem Landleben zeigt.

### Orgel

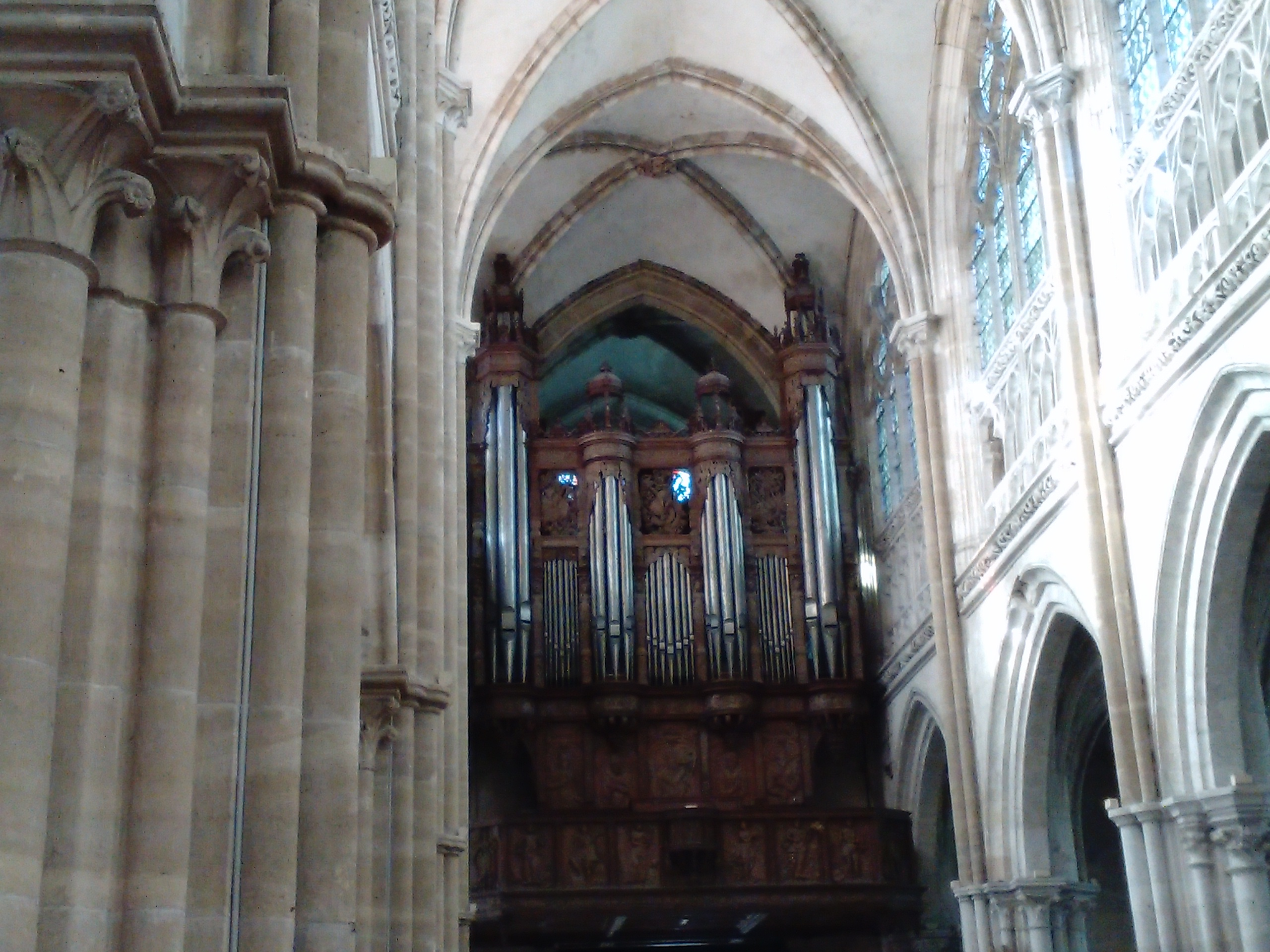
Orgel

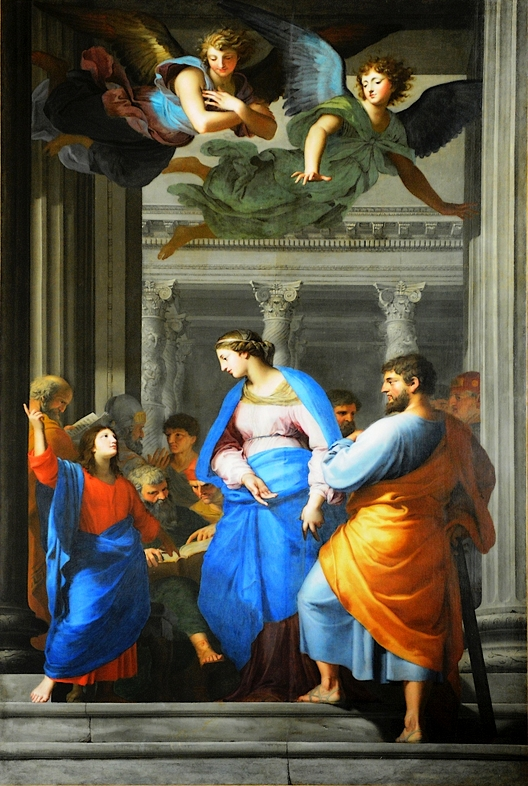
Der zwölfjährige Jesus im Tempel, Jacques Stella, 1640

Das Orgelgehäuse ist aus Holz geschnitzt und stammt aus dem Jahr 1573. Es zeigt biblische Szenen, aber auch Szenen aus der Mythologie und Darstellungen der damals bekannten Wissenschaften.
Die heutige Orgel ist ein Werk von Aristide Cavaillé-Coll aus dem Jahr 1892 mit 24 Registern auf zwei Manualen und Pedal.

### Gemälde
Die Kirche ist im Besitz von drei Gemälden (um 1612) von Quentin Varin, dem Schöpfer der Hochzeit von Kana und Lehrer von Nicolas Poussin: Der Triumph der Jungfrau, Das Martyrium der Heiligen Clara und  das Martyrium des Heiligen Vinzenz sowie eines Gemäldes von Jacques Stella: Der zwölfjährige Jesus im Tempel (1640), das ursprünglich für die Kapelle Saint-François-Xavier des Noviziats der Jesuiten in Paris bestimmt war, die heute zerstört ist.

### Statuen

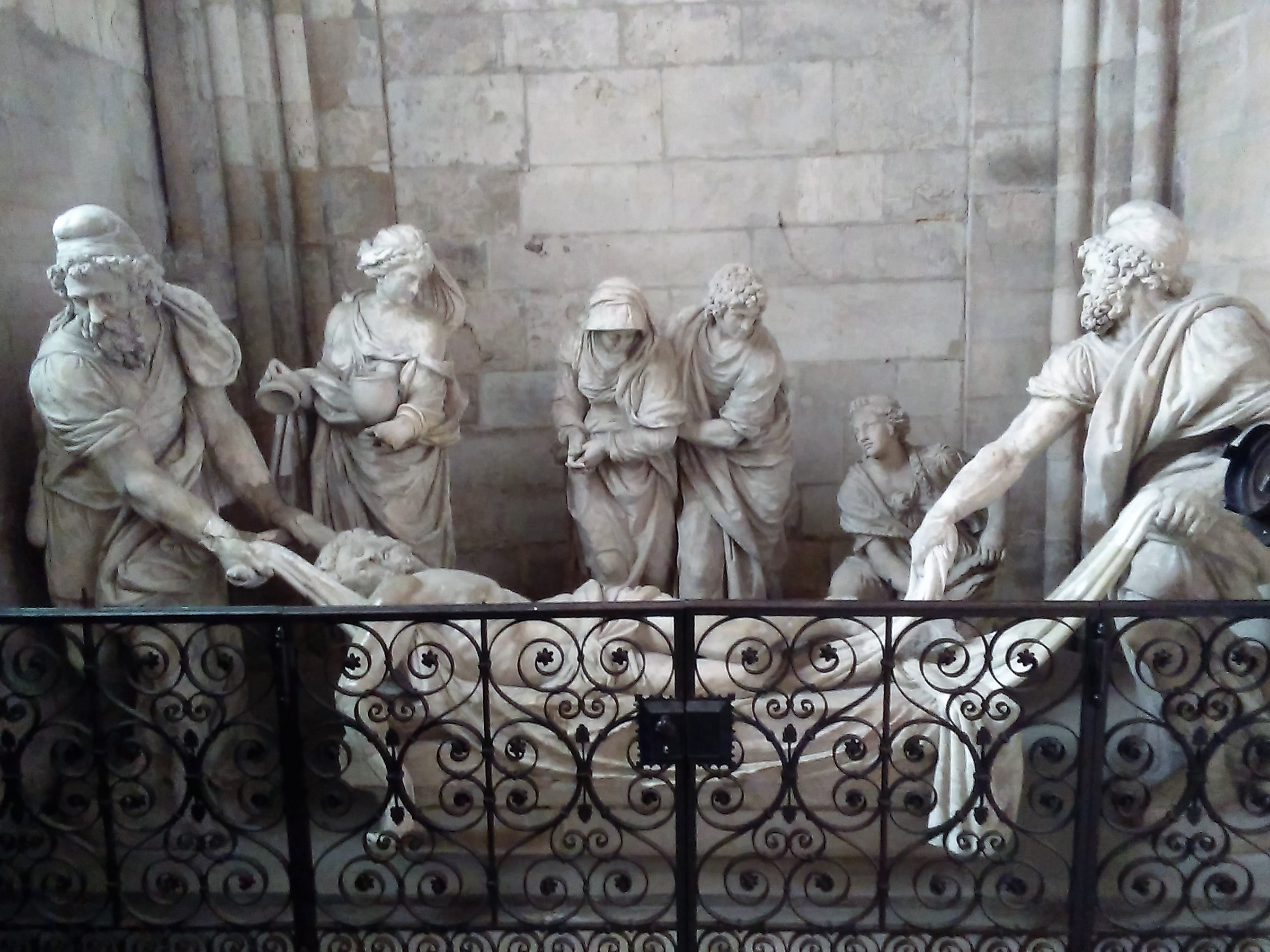
Die Grablegung in der Stiftskirche

Die Grabkapelle enthält eine imposante Gruppe, die die Grablegung darstellt und aus der Kartause von Bourbon-lèz-Gaillon aus dem 16. Jahrhundert stammt.

### Grabstätten
Einige Grabsteine aus dem 13. und 17. Jahrhundert befinden sich in der Kirche, unter anderem der Grabstein von Richard von Saint-Laurent (Dekan des Kapitels von Andely, ca. 1254), für den sich der Archivar Henri Omont interessiert hat.
Außerdem wurden Pierre Corneilles Frau Marie de Lampérière aus Les Andelys, und Thomas Corneille, sein Schwager, dort beigesetzt, ihre Grabstätten konnten jedoch nicht aufgefunden werden.